# Kamera Wojenno-Skarbowa
Kamera wojenno-skarbowa (niem. Kriegs- und Domänenkammer) – lokalny, kolegialny organ administracji publicznej w Królestwie Prus XVIII wieku. Zwane były też kamerami wojenno-ekonomicznymi. Sprawowały władzę na obszarze departamentów kamer.

## Powstanie
W 1644 r. została utworzona stała armia podlegająca wyłącznie rozkazom elektora – Fryderyka Wilhelma I (lata 1640–1688). Sprawą zaopatrzenia wojska zajmowały się komisariaty wojenne, od lat 60. XVII w. będące urzędami o charakterze stałym. Od 1684 r. przystąpiono do przekształcenia tego jednostkowego urzędu, w kolegialny urząd zarządu terytorialnego – kamery wojny (niem. Kriegskammer).
Później, w pierwszym dziesięcioleciu panowania, króla Prus Fryderyka Wilhelma I (lata 1713–1740) zostały połączone z kamerami domen w kamery wojenno-skarbowe. Przy czym regułą było, że w każdej prowincji była jedna kamera, z wyjątkiem Prus Wschodnich gdzie były dwie. Ich rola zdominowała inne urzędy o charakterze stanowym lub terytorialnym. Stały się politycznym narzędziem absolutyzmu i podstawowym organem zarządu krajem. W XVIII w. pruskie urzędy w pełni podlegały władzom centralnym.

## Rola administracyjna
Nadzorowały władze w miastach, powiatach i dobrach królewskich. Na ich czele stali prezydenci (zwani czasem dyrektorami lub prezesami, zależnie od sposobu tłumaczenia terminów niemieckich). Zajmowały się: administracją, wojskiem, policją, finansami, zarządem dóbr państwowych, sądownictwem w sprawach skarbowych, policyjnych i administracyjnych.
Wskutek osobistej ingerencji Fryderyka II w sprawy kraju (który wydawał tzw. nakazy gabinetowe), wzrosła rola prezydentów kamer, którzy otrzymywali polecenia bezpośrednio od króla i byli przez niego kontrolowani z pominięciem rządu centralnego – Generalnego Dyrektorium (zwanego czasem Generalnym Dyrektoriatem).
Kamery wojenno-skarbowe wykonywały całość spraw administracyjno-skarbowych w departamentach z wyjątkiem zastrzeżonych dla rejencji, które zajmowały się głównie wymiarem sprawiedliwości. W ramach kamer wojenno-skarbowych wydzielono deputacje sądowe, które toczyły nieustanne spory kompetencyjne z rejencjami. Wynikało to z ograniczenia kompetencji dawnych urzędów przez nowo powstające kamery. Dla poszczególnych prowincji wydawano tzw. Ressort - Reglement, w których rozgraniczano czynności tych dwóch instytucji lokalnych.

## Kamery w Prusach Południowych (po II rozbiorze)
W Prusach Południowych, czyli prowincji istniejącej w latach 1793–1806, powołanej po II rozbiorze Polski, na terenach Wielkopolski i Mazowsza, ustalono nowe stolice kamer w Poznaniu i Łęczycy. Jednakże w Łęczycy ustanowiono siedzibę kamery jedynie na podstawie mapy. Po przyjeździe na miejsce okazało się, że brakowało pomieszczeń na urzędy i mieszkań dla urzędników, ponieważ

Łęczyca w końcu XVIII w. zabudowana była chaotycznie. Domy stawiane były w tym kształcie i miejscu, gdzie się komu podobało. Obrazu nieładu dopełniały kupy gnoju składowane przed domami. Jeszcze nędzniej prezentowały się domostwa żydowskie. Istniejące dawniej bruki z biegiem lat zostały zawalone, co w czasie ulewnych deszczów prowadziło do utworzenia trudnych do przebycia grzęzawisk. W 1791 doliczono się tutaj 9 domów murowanych, 140 drewnianych i jeden z pruskiego muru. Nie dopatrzono się śladów wodociągów i kanalizacji, jej funkcję spełniały otwarte ścieki.

Dlatego też siedzibę kamery założono ostatecznie w Piotrkowie Trybunalskim, ale, jako że teren departamentu okazał się zbyt duży do administrowania, zamierzano wydzielić trzeci departament ze stolicą w Płocku. Jednakże niepewna sytuacja polityczna ziem polskich spowodowała, iż tymczasowo siedziba kamery wojenno-skarbowej departamentu płockiego znalazła się w Toruniu. Wówczas mieszczanie toruńscy popierani przez ministra Karla von Hoyma, który kierował Prusami Południowymi, poprosili o pozostawienie siedziby kamery na stałe w Toruniu i włączenie go do Prus Południowych (pozostawał bowiem w granicach Prus Zachodnich). Król jednak nie zgodził się na takie rozwiązanie.

## Kamery na obszarze przejętym po III rozbiorze
Po III rozbiorze utworzono kamerę w Warszawie. Zaś na terenie Prus Nowowschodnich powołano kamery w Płocku i Białymstoku. Potem w 1798 przeniesiono siedzibę kamery z Piotrkowa do Kalisza.
Na pocz. XIX w. zamierzano skasować jeden departament i pozostawić dwie kamery na prowincję Prus Południowych. Projekt ten nie doszedł do skutku i Prusy Południowe zostały podzielone na trzy departamenty z siedzibami w Poznaniu, Kaliszu i Warszawie.

## Przekształcenie w rejencje
Po klęskach w wojnie z Napoleonem i pokoju tylżyckim (1807), w okresie tzw. reform Steina-Hardenberga nastąpiła reorganizacja struktur administracyjnych. Polegała m.in. na całkowitym rozgraniczeniu zadań pomiędzy sądownictwem a administracją oraz wytyczeniu nowego podziału kraju na prowincje i rejencje (co w pełni zrealizowano w 1815). Kamery wojenno-skarbowe przekształciły się w rejencje (niem. Regierungsbezierk).